# Raciniewo (wieś w województwie kujawsko-pomorskim)
Raciniewo – wieś w Polsce położona w województwie kujawsko-pomorskim, w powiecie chełmińskim, w gminie Unisław.

## Położenie
Wieś położona jest przy drodze wojewódzkiej nr 551, łączącej Bydgoszcz z Chełmżą i Wąbrzeźnem.

## Podział administracyjny
W latach 1975–1998 miejscowość położona była w województwie toruńskim.

## Demografia
Według Narodowego Spisu Powszechnego (III 2011 r.) wieś liczyła 745 mieszkańców. Jest drugą co do wielkości miejscowością gminy Unisław.

## Środowisko przyrodnicze

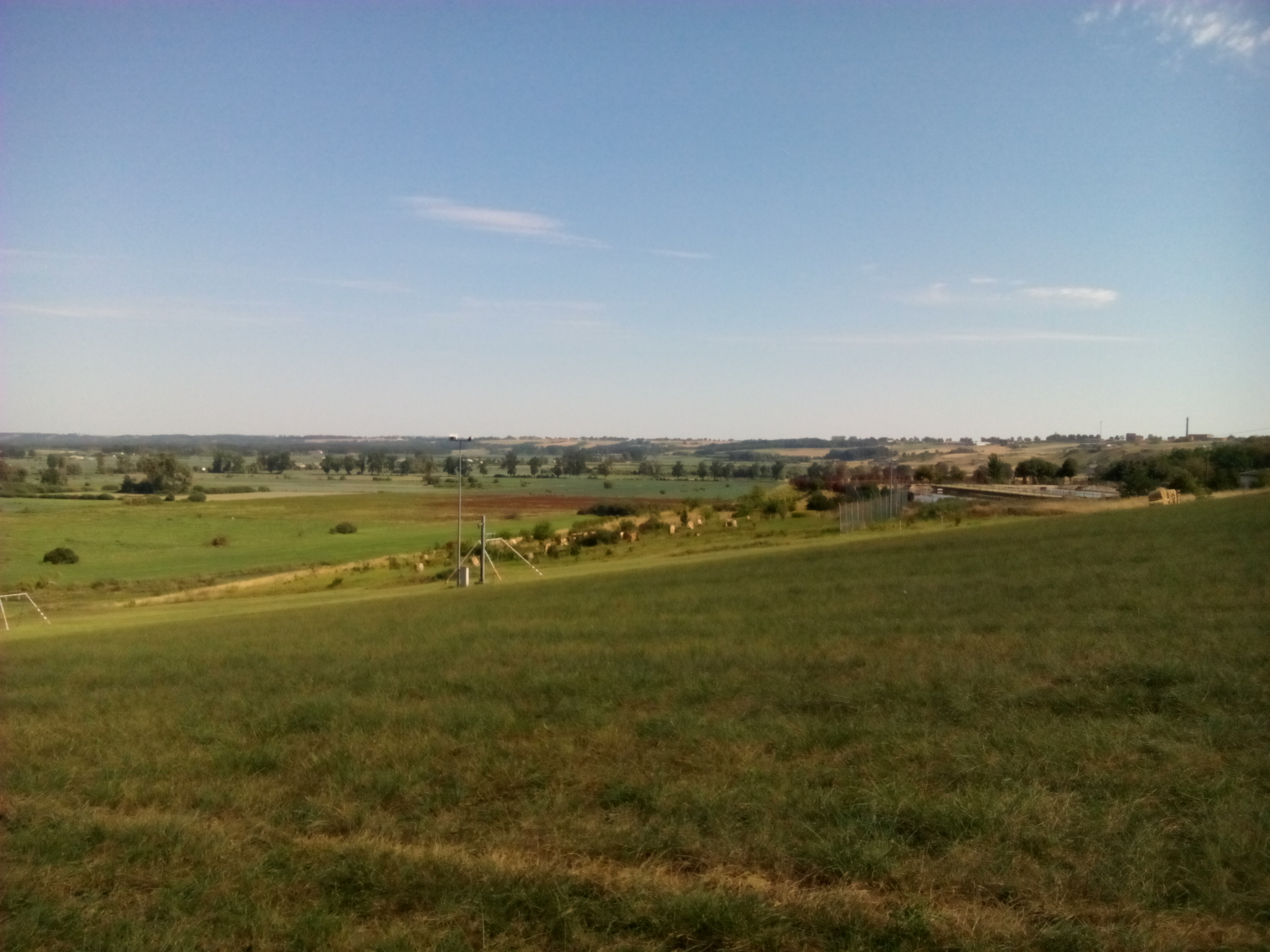
Stok narciarski latem oraz widok na Basen Unisławski

Według podziału fizyczno-geograficznego Raciniewo znajduje się w obrębie Pojezierza Chełmińskiego. Rzeźba terenu została ukształtowana w czasie ostatniego zlodowacenia skandynawskiego i wykazuje klasyczne cechy krajobrazu młodoglacjalnego.
W południowej i południowo-zachodniej części gminy lasy położone w obrębie Raciniewa prawie w całości są uznane jako lasy ochronne dla Unisławia i całego obszaru „Basenu Unisławskiego” (w nomenklaturze leśnej są to lasy w odległości do 10 km od granic administracyjnych Unisławia). W obrębie Raciniewa wydzielone są także lasy glebochronne i wodochronne. Lasy masowego wypoczynku i turystyki występują zarówno w południowej części gminy jak i w otoczeniu krawędzi erozyjnej „Basenu Unisławskiego”. Lasy te nie należą obecnie do kategorii lasów ochronnych.
Na terenie miejscowości znajdują się 2 pomniki przyrody:
- dąb w leśnictwie Raciniewo (o obwodzie 576 cm, wysokości 20 m, liczący 400 lat)
- aleja 113 drzew (79 lip, 18 klonów, 4 jesiony, 8 dębów, 3 kasztanowce i 1 jawor), podlegają ścisłej ochronie konserwatorskiej[5].

## Historia miejscowości

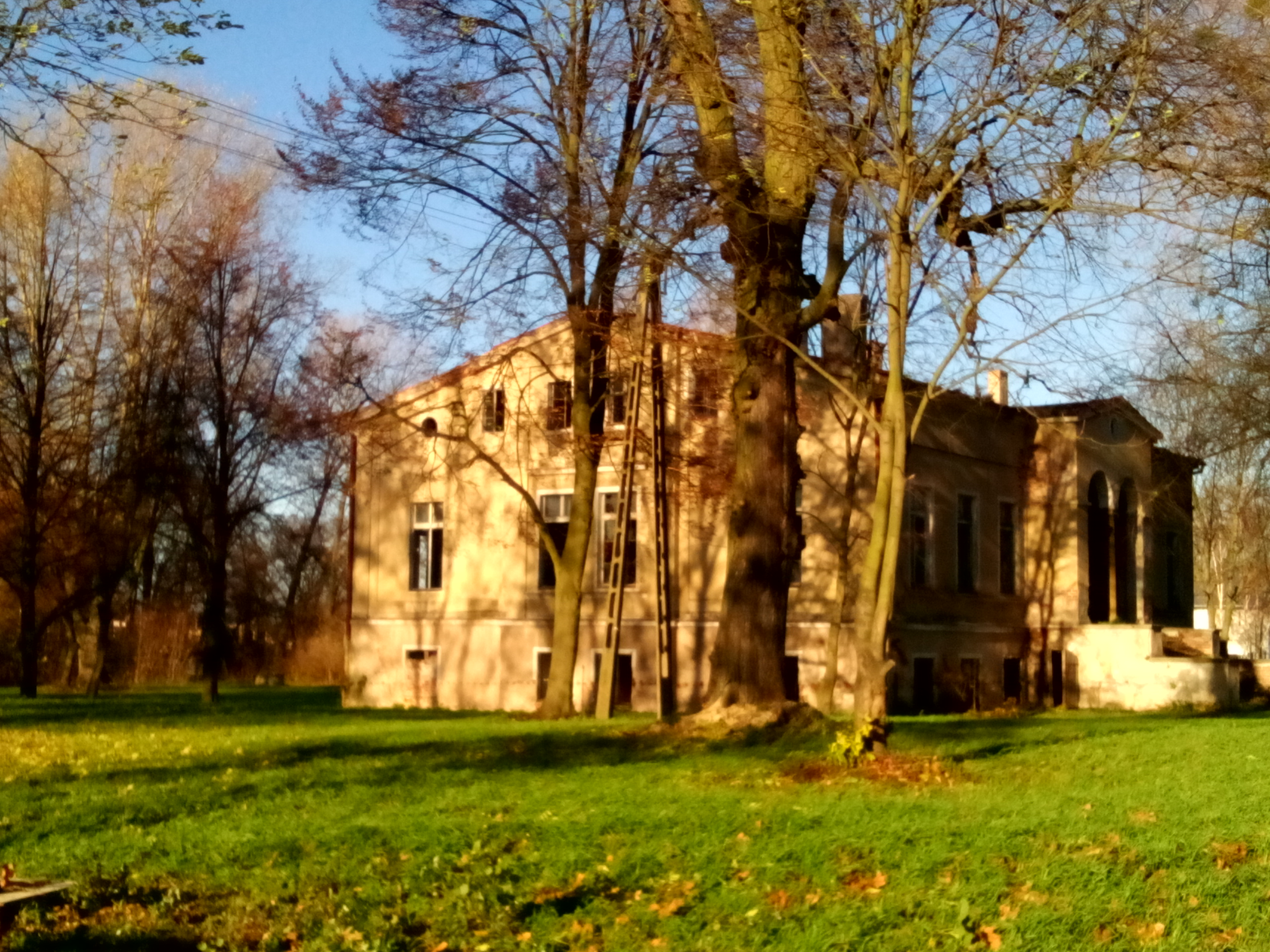
Pałac w Raciniewie

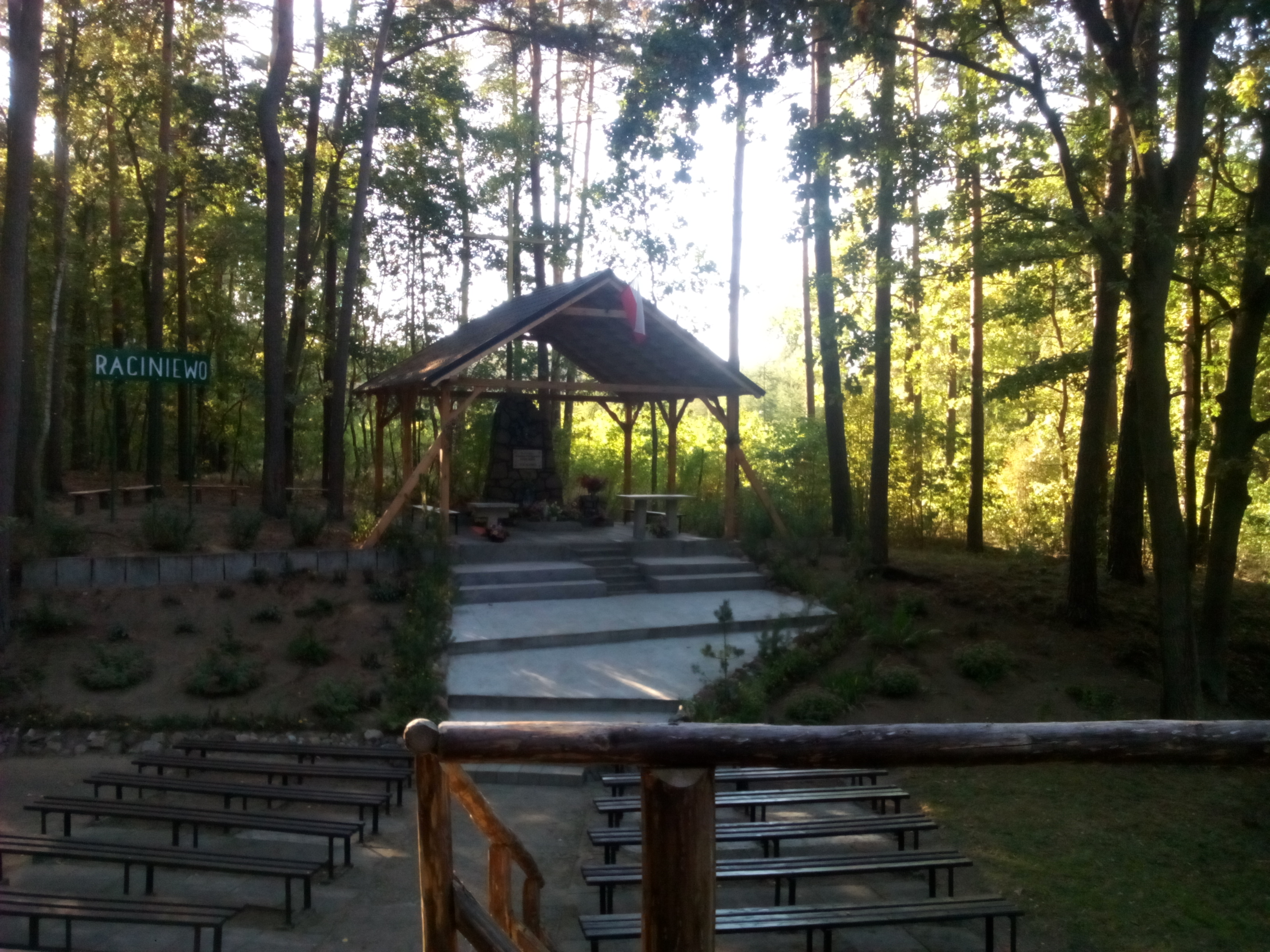
Pomnik ku czci pomordowanych

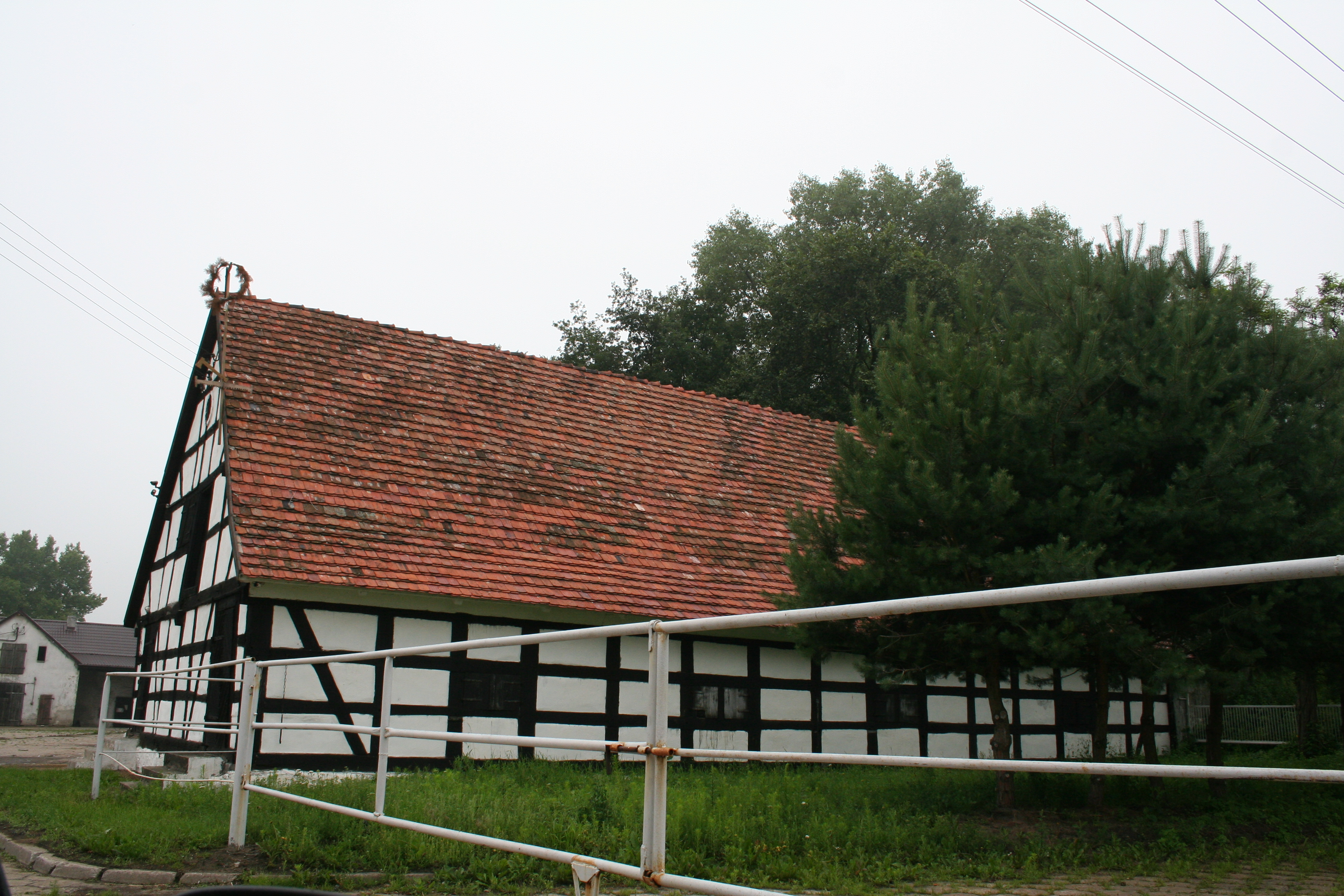
Zabytkowy spichrz szachulcowy z 1850

Historia Raciniewa sięga wieków średniowiecznych. W zbiorach toruńskich znajduje się fibula brązowa z Raciniewa, pozwalająca przypuszczać, że tu istniały groby rzędowe. W starych dokumentach Raciniewo zowie się: Raczigenze, Ratzgnitte, Ruchendorf, Raczignife, Radtschyneff, Rackendorf, Rachendorf. Za czasów krzyżackich wieś należała do wójtostwa unisławskiego. Około 1423–1424 stanowiła własność rycerską – Konrad Prusie ma 13 łanów, Otto Głanów Bertold 16 łanów, każdy z nich ma obowiązek do służby w zbroi lekkiej w czasie wypraw krzyżackich. W roku 1457 występuje Mikołaj z Raciniewa, rycerz ziemi chełmińskiej, a w roku 1345 wymieniony jest Ebherd z Raciniewa.
W czasach Prus Królewskich (1466–1772) Raciniewo należało do ziemi chełmińskiej w województwie chełmińskim. W 1570 r. występuje Feliks Raciniewski, właściciel Raciniewa i Głażewa, posiadający 8 łanów. W tym samym czasie Jerzy Raciniewski, też właściciel Raciniewa i Głażewa posiada 16 łanów ziemi. Raciniewscy byli właścicielami Raciniewa przynajmniej od roku 1667, kiedy występują w czasie wizytacji biskupa Andrzeja Olszewskiego w 1667 jako opiekunowie kościoła w Boluminku.
Nieco później w czasie wizytacji biskupa Strzeszcza czytamy, że wieś szlachecka Raciniewo należała do Władysława Zawadzkiego, chorążego pomorskiego, dawniej rozpadła się na 4 działy szlacheckie. Włościan w tym czasie było 7, mesznego na rzecz Kościoła płaciło 3 korce żyta i tyleż owsa. Pod koniec XVIII wieku właścicielem Raciniewa, Gzina, Łokotowa i części Czarża był podkomorzy Franciszek Towarowski (występuje jako kolator Kościoła w Czarżu). W XIX wieku Łokotowo i Raciniewo posiadały wspólnych właścicieli.
Słownik Królestwa Polskiego podaje, że pod koniec XIX w. Raciniewo razem z Siegswalde obejmowało 617,86 ha ziemi ogrodowej, 38 ha łąki, 5 ha pastwisk, 325 ha lasu, 24 ha nieużytków i 0,31 ha wody – razem 1010,17 ha. Posiadało cegielnię, gorzelnię parową, młyn, hodowlę bydła holenderskiego, owiec i buraków dla cukrowni w Unisławiu. W roku 1885 było w Raciniewie 14 domów, 299 mieszkańców – 214 katolików, 85 ewangelików. W tym czasie była też 1-klasowa szkoła ewangelicka (budynek istnieje jeszcze obecnie).
Pod prawną ochroną konserwatora zabytków w Raciniewie znajdują się m.in.:
- Zespół pałacowy i dworsko-parkowy: zespół podworski złożony z dworu murowanego z końca XIX w., zabudowania gospodarcze (murowane) z końca XIX w. i początku XX w., czworaki (murowane) z lat 1899-1900
- Obiekty techniki i kultury materialnej: gorzelnia, murowana z końca XIX w., dawna kuźnia, murowana z końca XIX w.
- Obiekty architektury i budownictwa: leśniczówka, murowana z początku XX w.[5]

Według rejestru zabytków NID na listę zabytków wpisane są pozostałości zespołu dworskiego z XVIII/XIX w.: spichrz szachulcowy z 1850, nr rej.: 404 z 19.08.1982 oraz park z 2 poł. XIX w., nr rej.: 491 z 9.09.1985.

## Rekreacja i turystyka

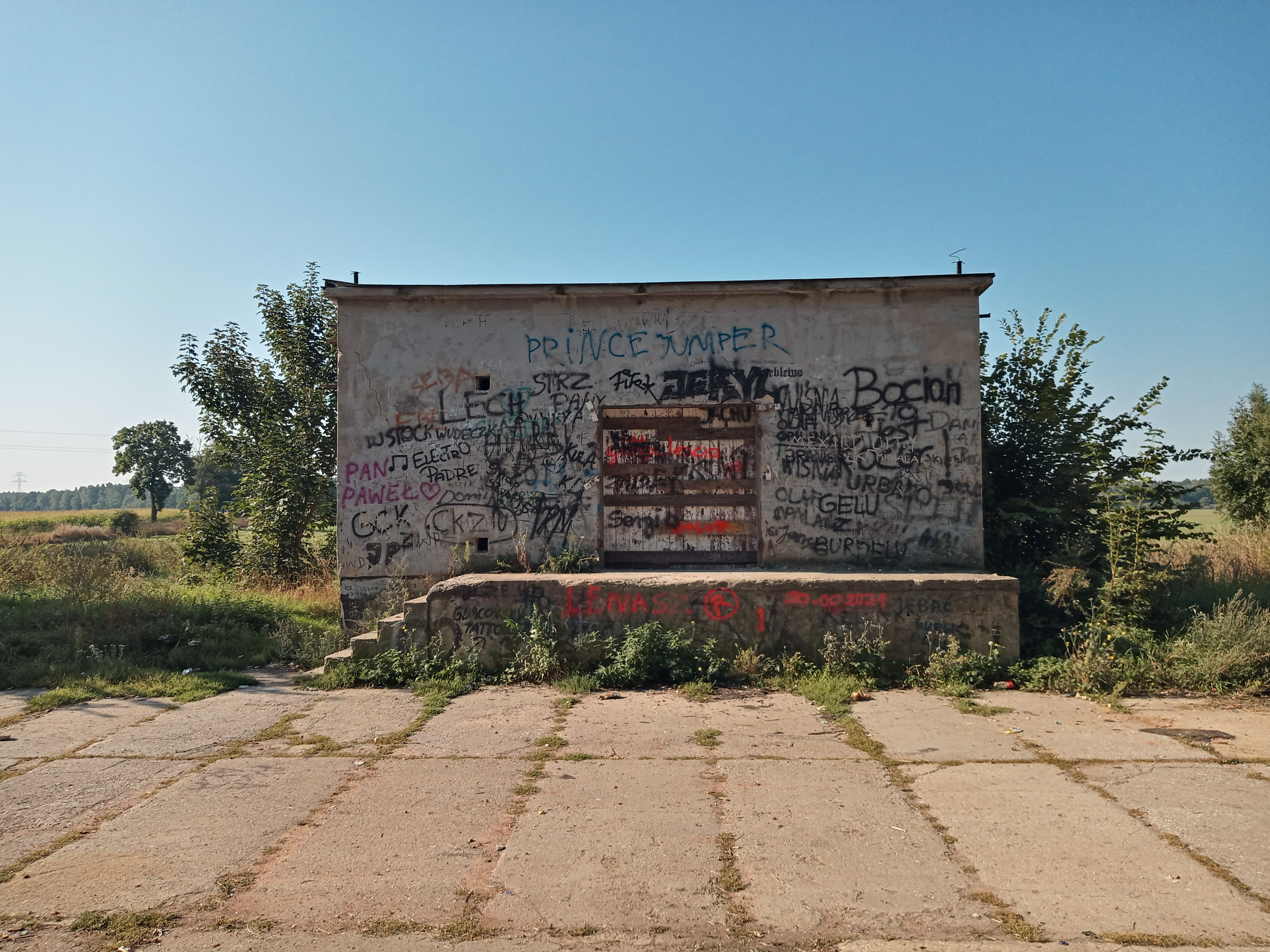
Miejsce, w którym nakręcono film „Paweł Jumper”

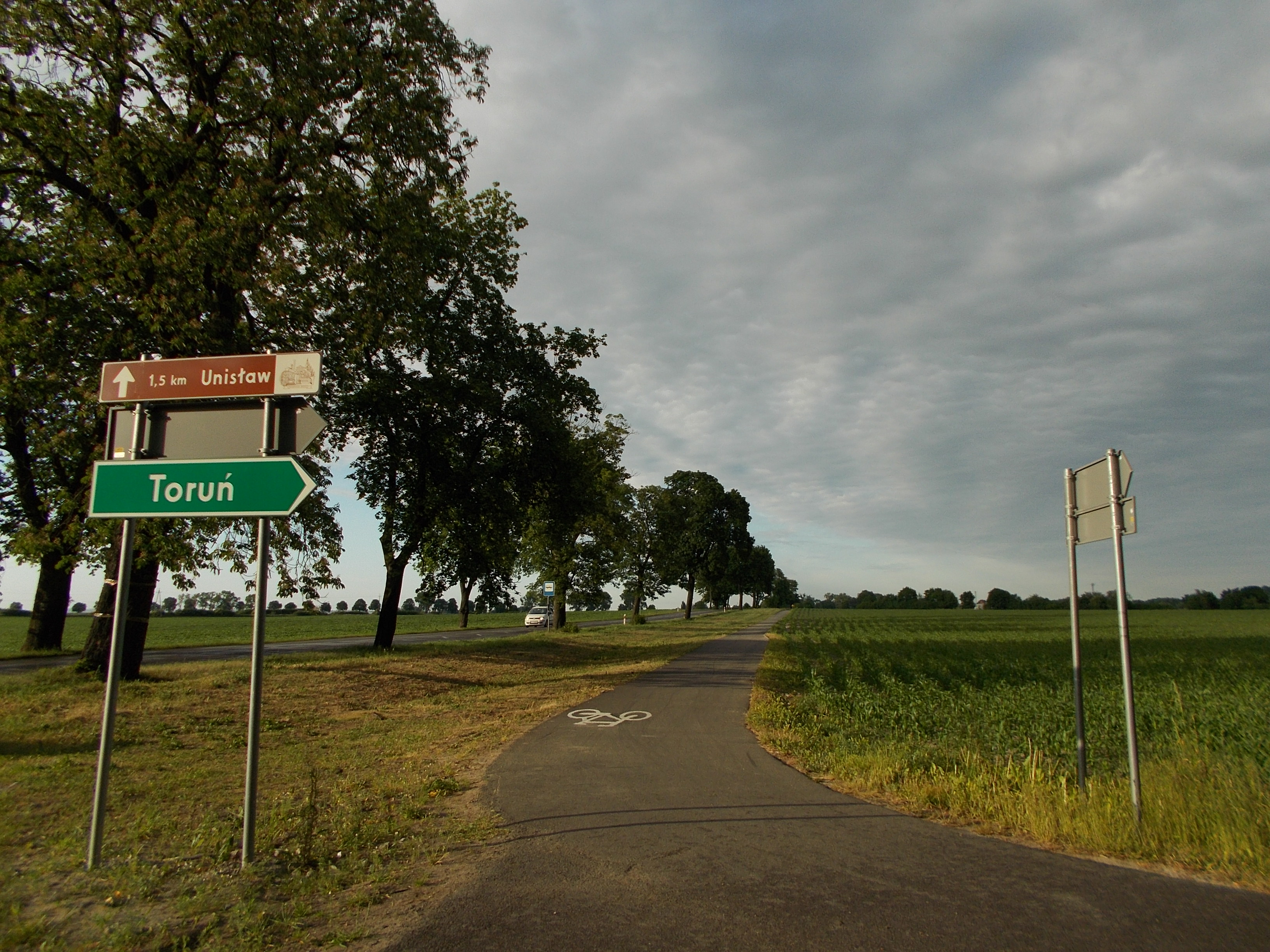
Ścieżka rowerowa w kierunku Unisławia

W odległości 2 km na północ od centrum wsi znajduje się największy w województwie kujawsko-pomorskim stok narciarski, dysponujący 400-metrową trasą zjazdową o różnicy wzniesień 40 metrów, trzema wyciągami orczykowymi, wypożyczalnią sprzętu zimowego oraz restauracją. Korzystający ze stoku mogą w dodatku podziwiać zbocza Pradoliny Dolnej Wisły. Latem natomiast otwarty jest tutaj park rekreacyjny. W pobliżu stoku narciarskiego zlokalizowana jest strzelnica i Ośrodek Edukacji Ekologiczno-Łowieckiej, należące do lokalnego koła łowieckiego.
Przez wieś prowadzi  turystyczny szlak niebieski (20 km) Zamek Bierzgłowski – Bierzgłowo – Słomowo – Siemoń – Raciniewo – Unisław. Ponadto z miejscowości wybiegają dwie ścieżki rowerowe: do Bydgoszczy (wzdłuż drogi wojewódzkiej nr 551) oraz do Torunia (ścieżka poprowadzona po starej linii kolejowej nr 246).
W 2006 roku na terenie wsi nakręcono popularny w Polsce film „Paweł Jumper”, co przyciągnęło do niej dodatkowych turystów.